# Йордан Лазаров
Йордан Георгиев Лазаров е български революционер, воденски войвода на Вътрешната македоно-одринска революционна организация.

## Биография
Йордан Лазаров е роден на 30 декември 1883 година в Ихтиман, тогава в Източна Румелия. През 1903 година става четник в Македония по време на Илинденско-Преображенското въстание. След потушаването е четник във Воденската чета. В периода 1904-1906 година е секретар на четата на войводата Нацо Настев от село Русилово, Воденско.
През Балканската война Йордан Лазаров е доброволец в Македоно-одринското опълчение в четите на Дякон Евстатий и Григор Джинджифилов. По времето на Междусъюзническата война участва в боевете срещу сърбите в 4 рота на 15-а щипска дружина и в Сборната партизанста рота.
До средата на 1915 година Йордан Лазаров действа като воденски войвода на възстановената от Тодор Александров ВМОРО. Участва и в Първата световна война. След това няма сведения за живота на Йордан Лазаров.